# Ouled Aouf
Ouled Aouf là một thị trấn thuộc tỉnh Batna, Algérie. Dân số thời điểm năm 2002 là 1.411 người.